# بالدر وایکینگ
بالدر وایکینگ (به انگلیسی: Balder Viking) یک کشتی است که طول آن ۸۳٫۷۰ متر (۲۷۴٫۶ فوت) می‌باشد.